# مراقبت سلامت در آلمان

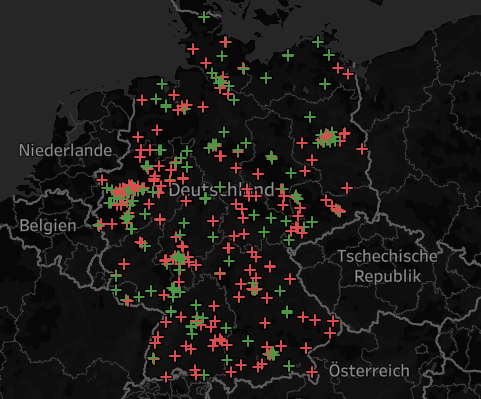
مروری بر حداقل میزان مداخلات پیچیده در مری سیستم اندام در آلمان

آلمان یک نظام مراقبت سلامت همگانی چندپرداختگر است که هزینه آن را ترکیبی از بیمه‌های سلامت دولتی (Gesetzliche Krankenversicherung) بیمه‌های سلامت خصوصی (Private Krankenversicherung) می‌پردازند.
گردش مالی بخش سلامت در حدود $۳۶۸٫۷۸ میلیارد دلار آمریکا (۲۸۷٫۳ میلیارد اویرو) در سال ۲۰۱۰ بوده، که معادل 11.6 p درصد از تولید ناخالص داخلی (جی دی پی) و در حدود ۴٬۵۰۵ دلار آمریکا (۳٬۵۱۰ اویرو) به‌طور سرانه بود. بنا بر سازمان جهانی بهداشت، نظام سلامت آلمان ۷۷٪ از سوی دولت و - و ۲۳٪ به‌طور خصوصی به سال ۲۰۰۴ تأمین بودجه شده‌است.